# Церковь Святой Адельгунды (Эммерих)
Церковь Святой Адельгунды (нем. Aldegundiskirche) — католический храм в городе Эммерих-на-Рейне (федеральная земля Северный Рейн-Вестфалия). Церковь расположена на площади Aldegundiskirchplatz в 70 метрах от берега Рейна.

## История

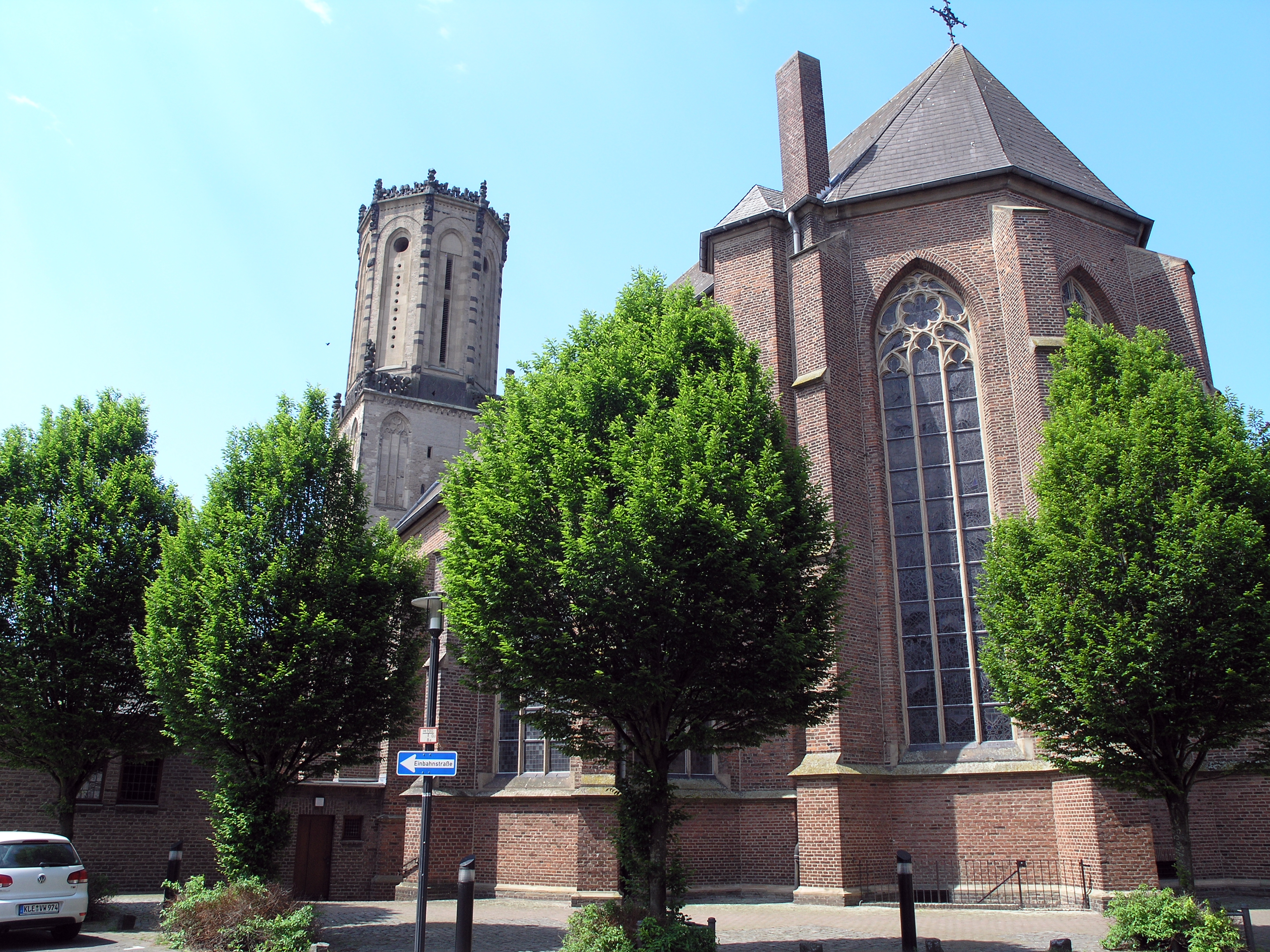
Вид на церковь с юго-восточной стороны

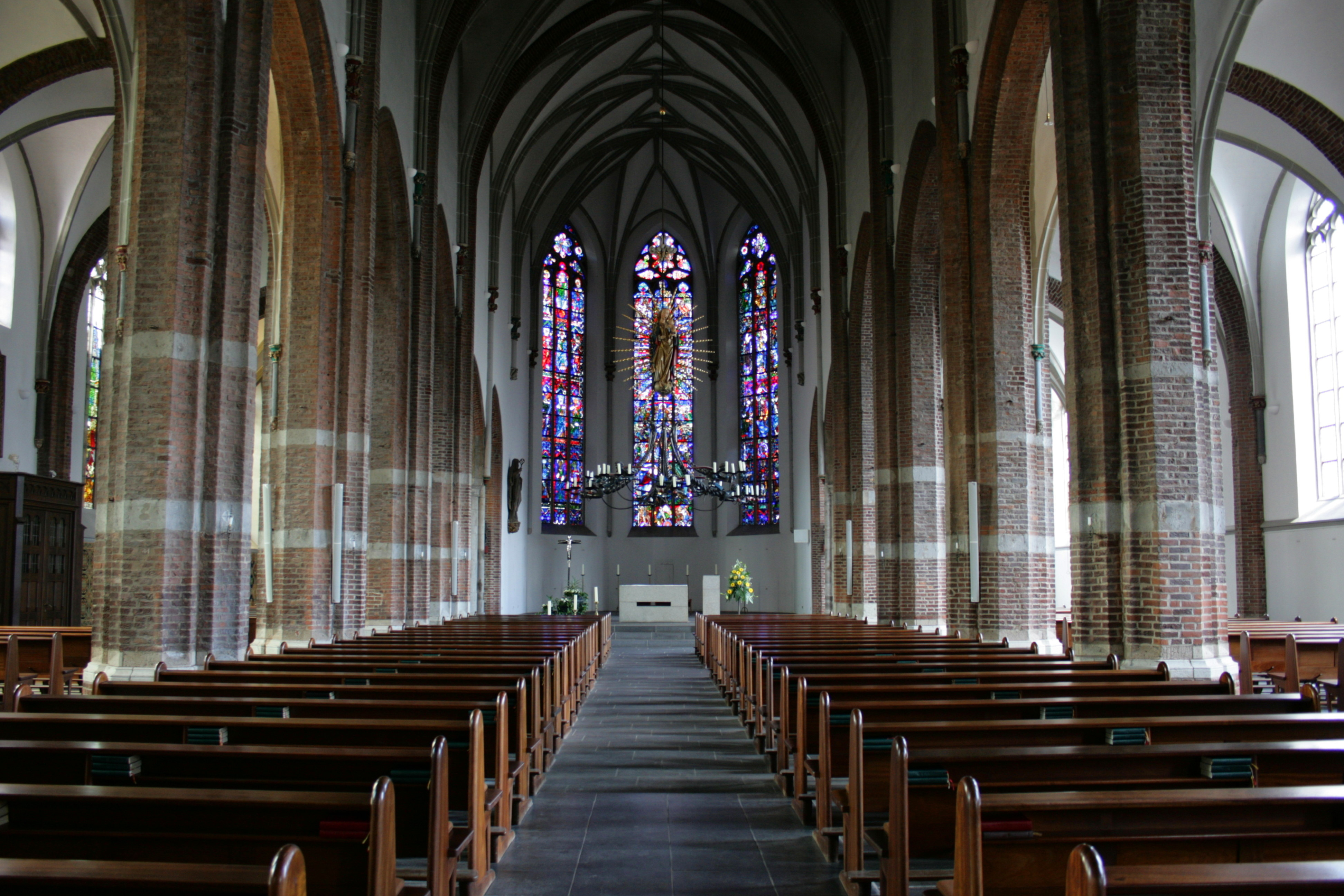
Главный неф

Церковь была заложена в 700 году и освящена в честь Святого Мартина. Около 1040 года церковь переосвящается в честь Святой Адельгунды. Это было связано с тем, что в честь Святого Мартина в Эммерихе была построена новая церковь.

В 1449—1514 годах вместо сильно обветшавшего старого здания строится новое в позднеготическом стиле по проекту Иоганна фон Винтера (нем. Johann von Wintern). В 1651 году башня церкви была разрушена и восстановлена только в 1719 году.

Во время второй мировой войны церковь была основательно разрушена, но уже в 1944 году начались работы по её восстановлению. Восстановление церкви без башни было закончено в 1955 году. Башня была восстановлена четыре года спустя.